# Ladislav Loupal
Podplukovník Ladislav Loupal (11. dubna 1888 Bačice – 5. května 1972) byl legionář a důstojník československé armády.

## Život

### Mládí a první světová válka
Ladislav Loupal se narodil 11. dubna 1888 ve vsi Bačice v dnešním třebíčském okrese. Mezi lety 1903 a 1908 absolvoval vyšší reálku v Kroměříži a poté do roku 1912 Vysokou školu zemědělskou ve Vídni. 1. října pak nastoupil prezenční službu k c. k. pěšímu pluku 12 ve Znojmě, kterou ukončil o rok později v hodnosti kadeta aspiranta. 1. srpna 1914 byl mobilizován a poslán jako velitel čety na ruskou frontu. Zde byl u tehdejšího Ivangorodu padl 2. listopadu zajat. 28. září 1915 vstoupil do československého zahraničního vojska a 9. května 1916 do Srbské dobrovolnické armády v Rusku. 22. října 1916 byl raněn v Dobrudži. V zimě 1917/1918 bojoval na Soluňské frontě, na jaře se přesunul do Francie, kde od července 1918 sloužil jako velitel rot u československých střeleckých pluků.

### Mezi světovými válkami
Do Československa se vrátil 16. ledna 1919 a i s jednotkou se zúčastnil bojů proti Maďarům, při kterých byl povýšen na kapitána a byl v květnu téhož roku raněn. Po vyléčení byl převelen k operačnímu oddělení generálního štábu. Od 1. listopadu 1921 sloužil jako velitel roty pěšího pluku v Terezíně. Během dalších dvou let si zvyšoval vojenské vzdělání a byl opět povyšován. V březnu 1923 se už v hodnosti majora stal pedagogem vojenského automobilního učiliště v Praze. V srpnu téhož roku se vrátil zpět do Terezína, kde sloužil již jako velitel praporu. V roce 1925 byl povýšen na podplukovníka, během roku 1928 byl na několik měsíců převelen do Rumburku. Poté studoval v kurzu pro velitele vojskových těles, který s problémy absolvoval. 1. prosince 1936 byl jmenován velitelem praporu Stráže obrany státu v Litoměřicích a zároveň vojensko-technickým referentem u hlavního okresního politického úřadu tamtéž. Po odstoupení města Německu v roce 1938 přesídlil do Mělníka.

### Druhá světová válka a po ní
Ladislav Loupal během okupace se do odboje nezapojoval, květnového povstání v roce 1945 se aktivně zúčastnil v Roudnici nad Labem. Mezi květnem a zářím 1945 pomáhal jako velitel formovat pěší pluk. Poté nastoupil dovolenou a v roce 1946 byl přeložen do výslužby. Zemřel 5. května 1972 a je pohřben v Roudnici nad Labem.

## Rodina
Ladislav Loupal se oženil 21. dubna 1917 s Ruskou Klaudií Byčovovou. V roce 1918 se manželům narodila dcera Milada a v roce 1921 syn Ladislav.